# اگلسهارت
اگلسهارت (به فرانسوی: Éguelshardt) یک کمون در فرانسه است که در Canton of Bitche واقع شده‌است.

## خصوصیات
اگلسهارت ۱۶٫۸ کیلومترمربع مساحت و ۴۰۱ نفر جمعیت دارد و ۲۴۰ متر بالاتر از سطح دریا واقع شده‌است.